# Lianne Halfon
Lianne Halfon (Estados Unidos, 2 de agosto de 1953) é uma produtora cinematográfica norte-americana. Como reconhecimento, foi nomeada ao Oscar 2008 na categoria de Melhor Filme por Juno.